# Calixto Bravo
Calixto Bravo Villaso fue un militar mexicano. Nació en Chilpancingo, Estado de Guerrero, en 1790. Fue hijo de Máximo Bravo y Gertrudis Villaso, así como sobrino de Leonardo Bravo y primo de Nicolás Bravo. 
Participó en la Independencia de México en las fuerzas de José María Morelos, su primo Nicolás y Vicente Guerrero. En 1821 participó en los combates del estado de Veracruz. En 1846, ya con el grado de Coronel, militó en las filas del Ejército del Norte, defendiendo Laredo del avance estadounidense con sólo 48 hombres de la primera compañía de Tamaulipas en contra del general Zachary Taylor. 
Murió de gangrena el 5 de abril de 1878 en la Ciudad de México, cuando fue reconocido como el último sobreviviente de la Guerra de Independencia; sus restos fueron depositados el 7 de abril en la Rotonda de las Personas Ilustres.